# Grintovci
Das europäische Vogelschutzgebiet Grintovci liegt auf dem Gebiet der Städte Kranj, Kamnik, Ravne na Koroskem, Slovenj Gradec, Mozirje und Velenje im Norden Sloweniens unmittelbar an der Grenze zu Österreich. Das etwa 320 km² große Gebiet umfasst die östlichen Karawanken und den Steiner Alpen. Das Gebiet ist vorrangig mit Nadelwäldern und Latschenbeständen bedeckt. Die höchsten Bereiche liegen jedoch oberhalb der Baumgrenze.

## Schutzzweck
Folgende Vogelarten sind für das Gebiet gemeldet; Arten, die im Anhang I der Vogelschutzrichtlinie geführt sind, sind mit * gekennzeichnet:
| Bild            | Anhang I | EU Code | Art             | wissenschaftlicher Name |
| --------------- | -------- | ------- | --------------- | ----------------------- |
| Raufußkauz      | *        | A223    | Raufußkauz      | Aegolius funereus       |
| Steinadler      | *        | A091    | Steinadler      | Aquila chrysaetos       |
| Haselhuhn       | *        | A104    | Haselhuhn       | Bonasa bonasia          |
| Schwarzspecht   | *        | A236    | Schwarzspecht   | Dryocopus martius       |
| Wanderfalke     | *        | A103    | Wanderfalke     | Falco peregrinus        |
| Zwergschnäpper  | *        | A320    | Zwergschnäpper  | Ficedula parva          |
| Sperlingskauz   | *        | A217    | Sperlingskauz   | Glaucidium passerinum   |
| Fitis           |          | A316    | Fitis           | Phylloscopus trochilus  |
| Alpenschneehuhn | *        | A408    | Alpenschneehuhn | Lagopus muta helvetica  |
| Steinschmätzer  |          | A277    | Steinschmätzer  | Oenanthe oenanthe       |
| Dreizehenspecht | *        | A241    | Dreizehenspecht | Picoides tridactylus    |
| Waldschnepfe    |          | A155    | Waldschnepfe    | Scolopax rusticola      |
| Birkhuhn        | *        | A409    | Birkhuhn        | Tetrao tetrix tetrix    |
| Auerhuhn        | *        | A108    | Auerhuhn        | Tetrao urogallus        |